# Virgilio Tommasi
Virgilio Tommasi (Verona, 10 maggio 1905 – Roma, 20 febbraio 1998) è stato un lunghista italiano, fratello dell'altista Angelo Tommasi e padre del giornalista Rino Tommasi.
Prese parte ai Giochi olimpici di Parigi 1924 dove arrivò settimo con la misura di 6,890 m. Non passò invece la fase di qualificazione ai Giochi di Amsterdam 1928.
È stato sei volte campione italiano nel salto in lungo.

## Palmarès
| Anno | Manifestazione  | Sede      | Evento         | Risultato     | Prestazione | Note |
| ---- | --------------- | --------- | -------------- | ------------- | ----------- | ---- |
| 1924 | Giochi olimpici | Parigi    | Salto in lungo | 7º            | 6,890 m     |      |
| 1928 | Giochi olimpici | Amsterdam | Salto in lungo | elim. qualif. | 6,76 m      |      |

## Campionati nazionali
- 6 volte campione italiano assoluto nel salto in lungo (1924, 1925, 1926, 1928, 1929 e 1931)

1922
- Bronzo ai campionati italiani assoluti, salto in lungo - 6,33 m

1923
- Bronzo ai campionati italiani assoluti, salto in lungo - 6,46 m

1924
- Oro ai campionati italiani assoluti, salto in lungo - 6,93 m

1925
- Oro ai campionati italiani assoluti, salto in lungo - 7,02 m

1926
- Oro ai campionati italiani assoluti, salto in lungo - 6,94 m

1928
- Oro ai campionati italiani assoluti, salto in lungo - 6,79 m

1929
- Oro ai campionati italiani assoluti, salto in lungo - 7,41 m

1931
- Oro ai campionati italiani assoluti, salto in lungo - 17 p.[1]